# Husitingau
Husitingau (auch Usiti Gau) war ein mittelalterlicher Gau in Thüringen, im Gebiet um Weimar, zwischen Rudolstadt, Erfurt und Naumburg.

## Geschichte
Um 900 war Burchard († 908), 892–908 Markgraf der sorbischen Mark, wohl schon im Besitz der Grafschaft im Gau Husitin. Er fiel im Kampf gegen die Ungarn. Seine Söhne und Nachfolger, Burchard und Bardo, schlossen sich dem sächsischen Herzog Otto I. von Sachsen († 912) an. Nach dem Tod von Ludwig dem Kind im Jahre 911 kam es unter König Konrad I. zu kriegerischen Auseinandersetzungen zwischen den Herzögen. 913 vertrieb Ottos Nachfolger, Herzog Heinrich I., die Grafen Burchard und Bardo aus Thüringen und teilte den Gau unter seinen Vasallen auf.
Danach sind Grafen im Husitingau nur noch bruchstückweise bekannt.  961 wird Wilhelm I., Graf von Weimar, als Graf im Gau Husitin genannt.  1085 und 1119 war Wichman Graf im Husitingau und schenkte dem Erzbischof von Mainz zwei Kirchen und Ministerialen in Apolda.